# 科斯明·莫齐
科斯明·约瑟夫·莫齐（1984年12月3日—）是一位羅馬尼亞足球運動員，現在效力於保加利亞足球甲級聯賽球隊拉茲格勒盧多戈雷茨足球俱樂部，場上的位置为中後衛。他曾代表羅馬尼亞國家足球隊參加欧洲足球锦标赛等赛事。
莫齐曾在罗马尼亚国内的克拉约瓦大学1948足球俱乐部、布加勒斯特迪納摩足球俱樂部踢球，还曾短暂在意大利足球甲级联赛錫耶納足球俱樂部踢球。由于在2014－15年歐洲冠軍聯賽资格赛上客串门将帮助球队赢得点球大战，盧多戈雷茨将卢多戈雷茨竞技场的一面看台命名为科斯明·莫齐看台。

## 俱乐部生涯

### 早年
科斯明·莫齐生于罗马尼亚卡拉什-塞維林縣雷希察。他少时在家乡球队雷西察學校足球會接受青训。后来，他加盟克拉约瓦大学1948足球俱乐部青年队。2002年夏天，他被提拔到克拉约瓦大学1948一队，参加羅馬尼亞足球甲級聯賽。

### 布加勒斯特迪納摩
2005年夏天，莫齐自由转会羅馬尼亞足球甲級聯賽布加勒斯特迪納摩足球俱樂部，效力七个赛季，被视为球队的重要一员。加盟后，他帮助球队赢得了2005年羅馬尼亞超級盃冠军、2006年至2007年羅馬尼亞足球甲級聯賽冠军和2011年至2012年罗马尼亚杯冠军。
效力布加勒斯特迪納摩期间，他曾在2008年夏天至2009年1月间被租借到锡耶纳足球俱乐部，参加2008年至2009年意大利足球甲级联赛。

### 盧多戈雷茨

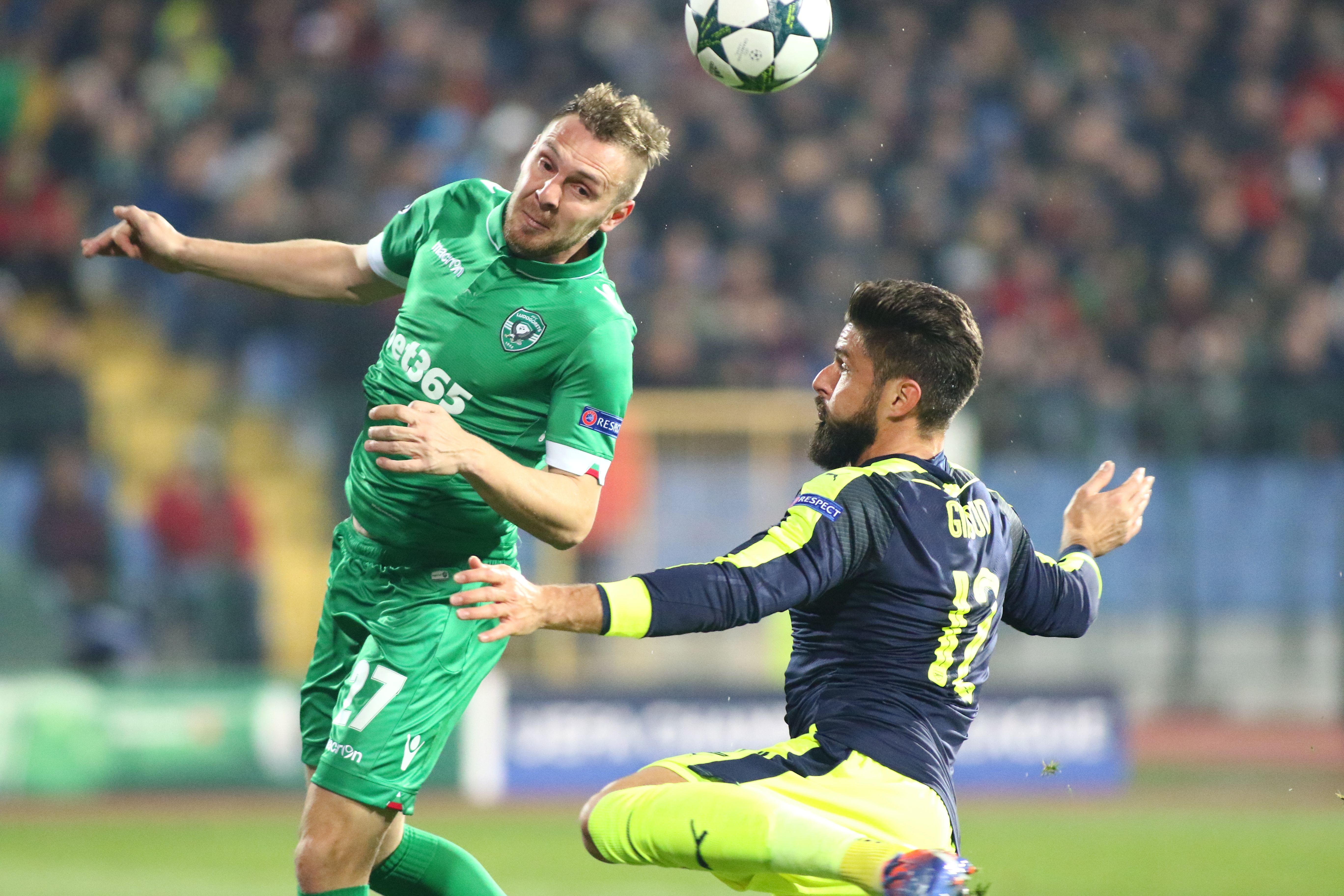
2016–17年歐洲冠軍聯賽分組賽盧多戈雷茨主场2比3不敌阿仙奴的比赛上，莫齐同奥利弗·吉鲁争抢头球

2012年夏天，莫齐以40万欧元的价格转会到保加利亞足球甲級聯賽拉茲格勒盧多戈雷茨足球俱樂部。在盧多戈雷茨，他帮助球队连续七年蝉联联赛冠军、一次夺得保加利亚杯冠军、四次赢得保加利亞超級盃冠军。
2014年8月27日，2014–15年歐洲冠軍聯賽资格赛的附加赛第二回合，盧多戈雷茨主场面对罗马尼亚球队布加勒斯特星。90分钟的比赛后，总比分战成1比1平，比赛进入加时赛。加时赛即将结束时，盧多戈雷茨门将弗拉迪斯拉夫·斯托扬诺夫被红牌罚下。这时盧多戈雷茨的换人名额已经用完，不得不让科斯明·莫齐客串门将。加时赛两队均无建树，比赛进入点球大战。莫齐在第一轮将点球罚进，并在随后作为门将扑出了对手的两粒点球，帮助盧多戈雷茨晋级歐洲冠軍聯賽分組賽。此前，科斯明·莫齐效力的布加勒斯特迪納摩足球俱樂部正是布加勒斯特星足球俱樂部的同城死敌。为表彰他的贡献，拉茲格勒盧多戈雷茨足球俱樂部将卢多戈雷茨竞技场的一面看台命名为科斯明·莫齐看台。

## 国家队生涯
莫齐曾代表羅馬尼亞21歲以下國家足球隊参加2006年歐洲U-21足球錦標賽外圍賽。
2008年2月6日，羅馬尼亞同以色列的友谊赛上，莫齐在比赛结束前替补出场，比赛时间仅有1分钟，这是他首次代表成年国家队上场。同年夏天，当时只有23岁的莫齐随罗马尼亚国家队参加了2008年欧洲足球锦标赛，但他没有在这届杯赛中出场。2016年歐洲足球錦標賽莫齐再次进入了正式名单，但同样没有获得上场机会。此外，他还代表罗马尼亚队参加了2010年、2018年两届國際足協世界盃外圍賽，2012年、2016年、2020年三届歐洲國家盃外圍賽（2016年歐洲國家盃外圍賽作为替补球员，并未出场），以及2018–19年歐洲國家聯賽。

## 荣誉

### 俱乐部
布加勒斯特迪納摩
- 羅馬尼亞足球甲級聯賽（1）：2006－2007年（英语：2006–07 Liga I）
- 羅馬尼亞盃（1）：2011－2012年
- 羅馬尼亞超級盃（1）：2005年（英语：2005 Supercupa României）

盧多戈雷茨
- 保加利亞足球甲級聯賽（7）：2012－2013年（英语：2012–13 A Group）、2013－2014年（英语：2013–14 A Group）、2014－2015年（英语：2014–15 A Group）、2015－2016年（英语：2015–16 A Group）、2016－2017年（英语：2016–17 First Professional Football League (Bulgaria)）、2017－2018年（英语：2017–18 First Professional Football League (Bulgaria)）、2018－2019年（英语：2018–19 First Professional Football League (Bulgaria)）
- 保加利亞盃（1）：2013－2014年（英语：2014 Bulgarian Cup Final）
- 保加利亞超級盃（4）：2012年（英语：2012 Bulgarian Supercup）、2014年（英语：2014 Bulgarian Supercup）、2018年（英语：2018 Bulgarian Supercup）、2019年（英语：2019 Bulgarian Supercup）

### 个人
- 保加利亞足球甲級聯賽年度最佳后卫：2014年[11]
- 保加利亞足球甲級聯賽年度最佳外援：2014年[12]